# Charles Bennett (atleet)
Charles Bennett (Shapwick, 28 december 1870 – Bournemouth, 9 maart 1949) was een Britse atleet, die de 1500 m won op de Olympische Spelen. Op 15 juli 1900 liep hij in Parijs een officieus wereldrecord van 4.06,2.

## Biografie
Bennet was van beroep treinmachinist en behoorde in zijn tijd tot de sterkste Britse middellangeafstandslopers. Zo won hij in 1897 de Britse kampioenschappen over 4 mijl en het Engels kampioenschap veldlopen in 1899 en 1900.
In 1900 won hij bij de Britse kampioenschappen  ook de Engelse mijl en kwalificeerde zich hiermee voor de Olympische Spelen van 1900 in Parijs. Daar was het deelnemersveld uitgedund, want de Amerikanen Alexander Grant en John Cregan hadden zich terugtrokken, omdat de 1500 m op zondag zou worden gelopen. Daardoor werden de series geschrapt en werd met de negen overgebleven deelnemers direct de finale gehouden. Hierin leverden Bennett en de Fransman Henri Deloge de gehele wedstrijd een verbitterde strijd die ten slotte door Bennett werd gewonnen, omdat die over de grootste reserves bleek te beschikken. Met een tijd van 4.06,2 versloeg hij Deloge (zilver) en de Amerikaan John Bray (brons).
Samen met het gecombineerde Brits/Australische team won Charles Bennet de 5000 m voor landenteams en hiermee een tweede olympische titel. In het individuele eindklassement eindigde hij als eerste in een officieus wereldrecord van 15.29,2. Hij versloeg hiermee zijn landgenoot John Rimmer. Het derde onderdeel waarop hij op deze Spelen uitkwam, was de 4000 m steeplechase. Dit keer slaagde hij er niet in om Rimmer van zich af te schudden, die dan ook won in 12.58,4. Op vier tiende seconde achterstand moest Bennett genoegen nemen met de tweede plaats.
Bennet was aangesloten bij de Finchley Harriers (opgericht in 1877) en stierf op 78-jarige leeftijd in Bournemouth.
De olympische prestaties van Charles Bennett waren wellicht geheel in de vergetelheid geraakt, als diens kleinzoon, Chris Bennet, niet het geheel onverzorgde, overwoekerde graf van zijn grootvader had herontdekt op een begraafplaats in Kinson. Met geld dat werd gedoneerd door 'Anthony Ives Memorials' in Bournemouth, werd een fatsoenlijke grafsteen op een sokkel ontworpen, die aan de vooravond van de Olympische Spelen van 2012 werd onthuld, met daarop de volgende tekst: "In loving memory of Charles Bennett 1870-1948. First British track and field athlete to become Olympic Champion. Bennett, known as the Shapwick Express, won two gold medals and a silver at the Paris Games in 1900."

## Titels
- Olympisch kampioen 1500 m - 1900
- Olympisch kampioen 5000 m voor landenteams - 1900
- Brits kampioen 1 Eng. mijl - 1900
- Brits kampioen 4 Eng. mijl - 1897, 1898, 1899
- Brits kampioen 10 Eng. mijl - 1899
- Engels kampioen veldlopen - 1899, 1900

## Persoonlijke records
| Afstand     | Tijd    | Jaar |
| ----------- | ------- | ---- |
| 1500        | 4.06,2  | 1900 |
| 1 Eng. mijl | 4.24,2  | 1899 |
| 2 Eng. mijl | 9.35,0  | 1898 |
| 5000        | 15.20,0 | 1900 |
| 4 Eng. mijl | 19.48,0 | 1899 |

## Palmares

### 1500 m
- 1900:  OS - 4.06,2

### 1 Eng. mijl
- 1900:  Britse (AAA-)kamp. - 4.28,2

### 4 Eng. mijl
- 1897:  Britse (AAA-)kamp. - 20.52,6
- 1898:  Britse (AAA-)kamp. - 20.14,4
- 1899:  Britse (AAA-)kamp. - 20.49,6

### 10 Eng. mijl
- 1899:  Britse (AAA-)kamp. - 54.18,4

### 4000 m steeplechase
- 1900:  OS - 12.58,6

### 5000 m voor landenteams
- 1900:  OS - 26 punten

1896: Teddy Flack ·
1900: Charles Bennett ·
1904: Jim Lightbody ·
1908: Mel Sheppard ·
1912: Arnold Jackson ·
1920: Albert Hill ·
1924: Paavo Nurmi ·
1928: Harri Larva ·
1932: Luigi Beccali ·
1936: Jack Lovelock ·
1948: Henry Eriksson ·
1952: Josy Barthel ·
1956: Ron Delany ·
1960: Herb Elliott ·
1964: Peter Snell ·
1968: Kipchoge Keino ·
1972: Pekka Vasala ·
1976: John Walker ·
1980: Sebastian Coe ·
1984: Sebastian Coe ·
1988: Peter Rono ·
1992: Fermín Cacho ·
1996: Noureddine Morceli ·
2000: Noah Ngeny ·
2004: Hicham El Guerrouj ·
2008: Asbel Kiprop ·
2012: Taoufik Makhloufi ·
2016: Matthew Centrowitz ·
2020: Jakob Ingebrigtsen ·
2024: Cole Hocker